# Conrad Blumer

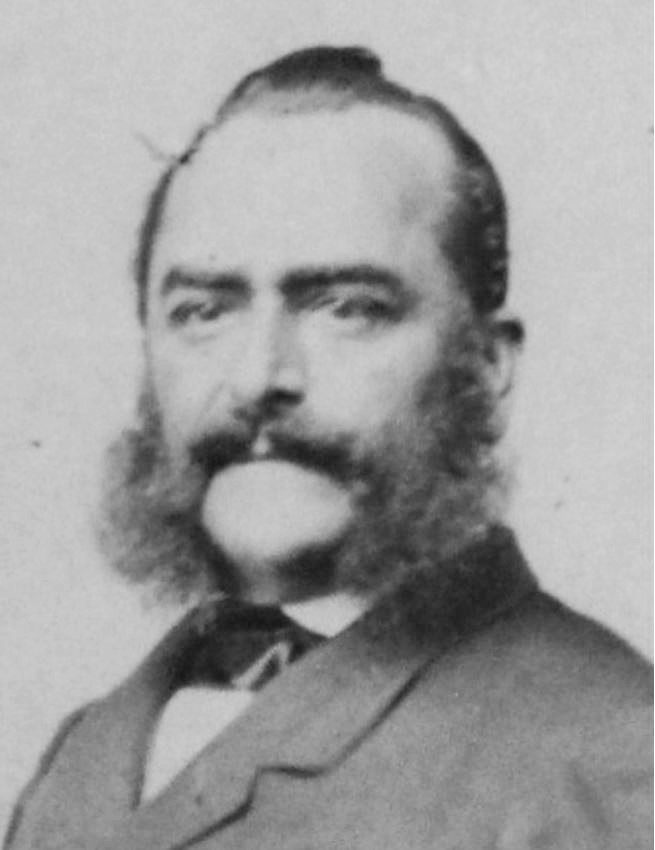
Conrad Blumer, um 1860

Conrad Blumer (* 13. März 1817 in Schwanden; † 1. April 1882 in Nizza) war ein Schweizer Textilunternehmer. 

## Biografie
Conrad Blumer war ein Sohn des Glarner Textilunternehmers Peter Blumer (1771–1826), des Begründers der Firma P. Blumer & Jenny, in Ancona, später Schwanden. Blumer reiste wahrscheinlich als erster Schweizer 1840 und 1841 in den Fernen Osten, um neue Märkte zu erschliessen.
Binnen kurzem operierte die Gesellschaft P. Blumer & Jenny aus Schwanden als Reederei mit mehreren Hochseehandelsschiffen im Textilhandel Südostasiens. 1852 gründete er die erste Bank in Glarus, wurde Landrat in Glarus und war zwischen 1872 und 1878 Firmenchef und Schweizer Konsul in Ancona. 
Blumer war seit 1840 verheiratet mit Henriette Tschudi, Tochter von Abraham Tschudi, einem Landschreiber und Kaufmann. Im Laufe der Zeit gab er etwa 80.000 Franken für wohltätige Zwecke aus. Er erreichte im Militär den Rang eines Obersts.